# (2519) Annagerman
(2519) Annagerman est un astéroïde de la ceinture principale. Il a été ainsi baptisé par Tamara Smirnova en hommage à Anna German (14 février 1936 - 26 août 1982), chanteuse populaire polonaise.